# Distrito electoral de Willisville (Illinois)
Willisville (en inglés: Willisville Precinct) es un distrito electoral ubicado en el condado de Perry en el estado estadounidense de Illinois. En el Censo de 2010 tenía una población de 968 habitantes y una densidad poblacional de 11,64 personas por km².

## Geografía
Willisville se encuentra ubicado en las coordenadas 37°58′55″N 89°31′24″O / 37.98194, -89.52333. Según la Oficina del Censo de los Estados Unidos, Willisville tiene una superficie total de 83.19 km², de la cual 81.79 km² corresponden a tierra firme y (1.68%) 1.4 km² es agua.

## Demografía
Según el censo de 2010, había 968 personas residiendo en Willisville. La densidad de población era de 11,64 hab./km². De los 968 habitantes, Willisville estaba compuesto por el 97.83% blancos, el 0.52% eran afroamericanos, el 0% eran amerindios, el 0.1% eran asiáticos, el 0% eran isleños del Pacífico, el 0.1% eran de otras razas y el 1.45% pertenecían a dos o más razas. Del total de la población el 0.62% eran hispanos o latinos de cualquier raza.